# Авейру
Аве́йру (порт.  Aveiro [aˈvɐiɾu]) — город в Португалии, центр одноимённого округа и муниципалитета. Численность населения (2011 год) — 57 тыс. (город), 78 455 (муниципалитет). Город и муниципалитет входят в экономико-статистический регион Центральный регион и субрегион Байшу-Вога. По старому административному делению входил в провинцию Бейра-Литорал. Город является центром крупной городской агломерации Большое Авейру. Авейру — железнодорожный узел.

## Расположение
Город расположен в 220 км на север от столицы Португалии города Лиссабон и находится на берегу Атлантического океана, в 58 км к югу от Порту. Рядом с Авейру находится несколько курортов, таких как Кошта-Нова-ду-Праду.
Муниципалитет граничит:
- на севере — муниципалитет Муртоза
- на северо-востоке — муниципалитет Албергария-а-Велья
- на востоке — муниципалитет Агеда
- на юго-востоке — муниципалитеты Вагуш, Ильяву
- на юге — муниципалитет Оливейра-ду-Байру
- на северо-западе — Атлантический океан

## История
Город впервые упоминается в 959 году под латинским названием Aviarium. Статус города был получен в 1515 году. В XVI—XVIII веках городами владели герцоги Авейру — потомки инфанта Жорже.

## Достопримечательности
Через город протекает река Вога, которая перед океаном образует лагуну Авейру. Через город проходит сеть каналов, поэтому иногда город называют Португальской Венецией. Местные лодки молисейруш имеют своеобразную форму, напломинающую гондолу; на носу и корме лодок часто нарисованы картинки эротического содержания. Раньше молисейруш использовались для перевозки соли и водорослей.
Одна из достопримечательностей Авейру — иезуитский монастырь XV века, в котором была похоронена дочь короля Афонсу V Жуана Португальская, умершая в 1490 году и канонизированная в 1673-м.
Рядом с Городским собором расположен музей города Авейру. В музее выставлены картины, скульптуры, предметы церковной жизни города и региона. Также в музее есть много экспонатов, рассказывающих о принцессе Португалии Жуане (дочери короля Афонсу V). В музее есть залы, где проходят современные временные выставки.
В городе есть музей модерна (Museu Arte Nova). Он расположен в здании Casa Major Pessoa. В музее работает художественная галерея; на верхнем этаже проходят временные выставки.
В городе находится государственный Университет Авейру, основанный в 1973 году.

## Районы
- Арадаш
- Касия
- Эйрол
- Эйшу
- Эжгейра
- Глория
- Нариш
- Носса-Сеньора-де-Фатима
- Оливейринья
- Рекейшу
- Сан-Бернарду
- Сан-Жасинту
- Санта-Жоана
- Вера-Круш

## Население
| 1801   | 1849   | 1900   | 1930   | 1960   | 1981   | 1991   | 2001   | 2004   | 2006   | 2011   |
| 14 144 | 10 780 | 24 919 | 31 644 | 46 055 | 60 284 | 66 444 | 73 335 | 73 626 | 73 559 | 78 455 |

## Фотогалерея
- Кафедральный собор Авейру
- Городской собор Sé Catedral de Aveiro.
- Маяк Авейру.

## Города-побратимы
Авейру состоит в дружеских взаимоотношениях со следующими городами-побратимами:
| Город                    | Страна     | Дата | Ссылка |
| ------------------------ | ---------- | ---- | ------ |
| Аркашон                  | Франция    | 1989 |        |
| Белен, Пара              | Бразилия   | 1970 |        |
| Бонн                     | Германия   |      |        |
| Бурж                     | Франция    | 1989 |        |
| Венеция                  | Италия     | 1998 |        |
| Виана-ду-Каштелу         | Португалия | 1910 |        |
| Визеу                    | Португалия |      |        |
| Иньямбане                | Мозамбик   | 1989 |        |
| Кубатан                  | Бразилия   | 1997 |        |
| Ньюарк, Нью-Джерси       | США        |      |        |
| Оита                     | Япония     | 1978 |        |
| Пелотас                  | Бразилия   | 1970 |        |
| Пемба                    | Мозамбик   | 1995 |        |
| Санта-Крус               | Кабо-Верде | 1993 |        |
| Сьюдад-Родриго           | Испания    | 1989 |        |
| Уоллингфорд, Коннектикут | США        |      |        |
| Форли                    | Италия     | 1990 |        |